# Жлуктов Віктор Васильович
Віктор Васильович Жлуктов (нар. 26 січня 1954, Краматорськ, Донецька область, Українська РСР, СРСР) — радянський хокеїст, центральний нападник. Олімпійський чемпіон. Заслужений майстер спорту.

## Спортивна кар'єра
Виступав за команду майстрів ЦСКА (Москва). Багаторазовий переможець чемпіонатів СРСР і кубка європейських чемпіонів. За тринадцять сезонів у вищій лізі провів 455 матчів, забив 197 голів. У кубку СРСР — 8 закинутих шайб, у кубку європейських чемпіонів — 13.
В середині 70-х виступав в одній ланці з Володимиром Вікуловим і Борисом Александровим. Наприкінці 70-х років його партнерами були Хельмут Балдеріс і Сергій Капустін. Це «тріо» вважалося найперспективнішим у радянському хокеї того часу, але через три сезони крайні нападники залишили «армійський» клуб. У 80-х — грав з Миколою Дроздецьким і Андрієм Хомутовим.
1982 року був обраний на драфті НХЛ, під 143-м загальним номером, клубом «Міннесота Норт-Старс». 
На юнацькому чемпіонаті Європи 1973 року здобув золоту медаль і став найкращим нападником турніру. Наступного сезону став переможцем молодіжного чемпіонату світу.
У складі національної команди дебютував 11 листопада 1975 року. Товариська гра у Празі, проти збірної Чехословаччини, завершилася перемогою з рахунком 5:3. Через два дні суперники зіграли вдруге, а Жлуктов закинув першу шайбу за збірну СРСР.
Учасник хокейних турнірів на Олімпіадах в Інсбруку та Лейк-Плесіді, двох перших розіграшів кубка Канади та семи чемпіонатів світу. У збірній, окрім партнерів по клубу, грав з Олександром Мальцевим, Володимиром Голіковим, Іреком Гімаєвим, Олександром Голіковим і Олександром Скворцовим.
На Олімпійських іграх, чемпіонатах світу і Кубках Канади провів 89 матчів, набрав 83 очки (36+47). Всього в складі збірної СРСР провів 195 ігор, 79 голів.

## Командні досягнення
- Олімпійські ігри

 Чемпіон (1): 1976
 Віцечемпіон (1): 1980
- Кубок Канади

 Переможець (1): 1981
 Третій призер (1): 1976
- Чемпіонат світу

 Чемпіон (5): 1978, 1979, 1981, 1982, 1983
 Віцечемпіон (1): 1976
 Третій призер (1): 1977
- Чемпіонат Європи

 Чемпіон (5): 1978, 1979, 1981, 1982, 1983
 Третій призер (1): 1976, 1977
- Кубок виклику

 Переможець (1): 1979
- Чемпіонат СРСР

 Чемпіон (10): 1975, 1977, 1978, 1979, 1980, 1981, 1982, 1983, 1984, 1985
 Віцечемпіон (2): 1974, 1976,
- Кубок СРСР

 Переможець (2): 1973, 1979
 Фіналіст (1): 1976
- Кубок європейських чемпіонів

 Переможець (10): 1974, 1976, 1978, 1979, 1980, 1981, 1982, 1983, 1984, 1985

## Особисті досягнення
- За перемогу на зимових Олімпійських іграх був нагороджений медаллю «За трудову відзнаку» (1976).
- Кращий бомбардир Кубка Канади-76 — 9 набраних очок (разом з канадцями Боббі Орром і Денісом Потвеном).
- Кращий снайпер Кубка Канади-76 — 5 закинутих шайб (разом з чехом Міланом Новим і канадцем Боббі Халлом).
- За першу перемогу на чемпіонаті світу отримав почесне звання «Заслужений майстер спорту» (1978).
- За перемоги на чемпіонаті світу і Кубку виклику був нагороджений орденом «Знак Пошани» (1979).
- 1982 року нагороджений орденом Дружби народів.
- У списку 34 кращих хокеїстів СРСР (6): 1975, 1976, 1977, 1981, 1982, 1983.
- Входить до списку «100 бомбардирів чемпіонату СРСР» — 197 закинутих шайб[5].
- Член «Клубу Всеволода Боброва» — 301 гол[6].
- 1996 року нагороджений орденом Дружби.